# 잉글랜드의 프랑스 왕위 요구

백년전쟁 당시 프랑스와 잉글랜드 왕가의 가계도.

1340년대에서 19세기에 이르기까지, 1360년대에서 1420년까지를 제외하면, 잉글랜드의 왕과 여왕들은 프랑스의 왕위를 요구했다. 이것은 에드워드 3세가 그 시초였다. 에드워드는 자신이 샤를 4세의 조카라는 이유로 왕위를 요구했고, 이것은 백년전쟁으로 이어졌다. 백년전쟁이 실패로 끝난 뒤에도 잉글랜드의 군주들은 자신들의 칭호에 "프랑스의 군주"를 포함시키곤 했다. 이러한 행위는 프랑스에서 군주제가 폐지되고 프랑스가 공화국이 된 1801년까지 계속되었다.

## 같이 보기
- 메리 1세 (스코틀랜드)
- 살리카 법전
- 영국-프랑스 관계
- 프랑스-영국 연합